# Velodromen

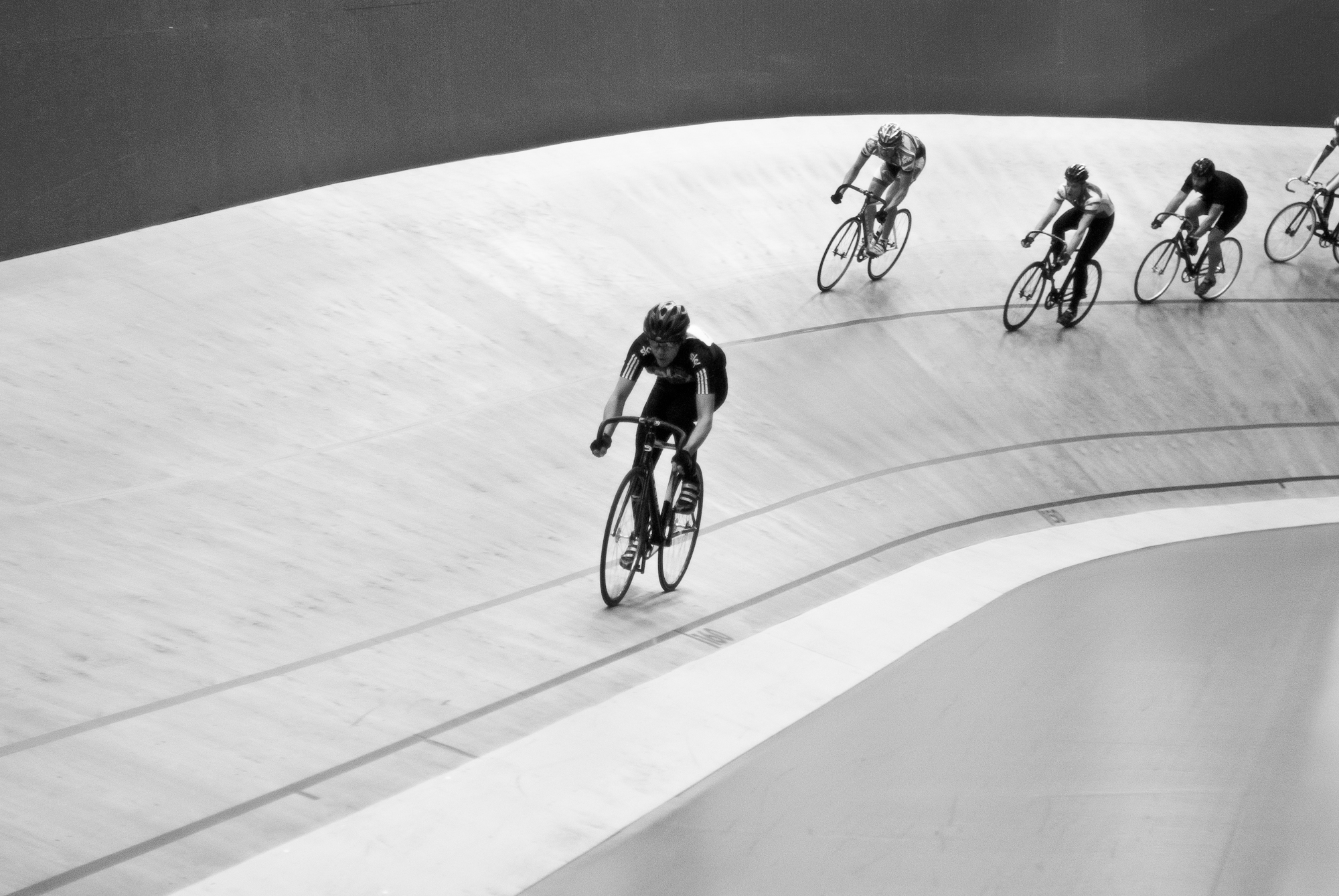
Cykling på velodromen, januari 2012.

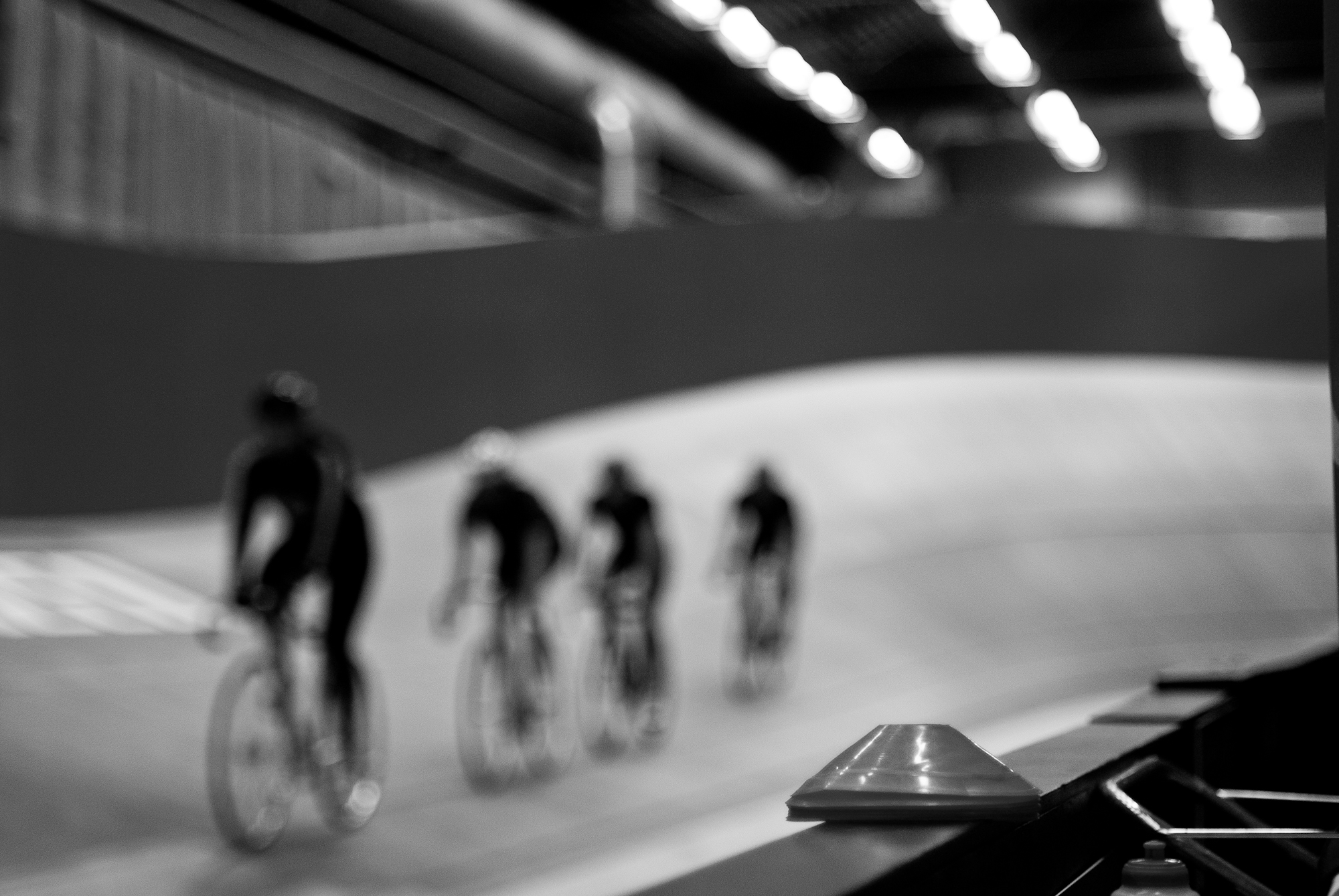
Översikt över långsida och kurva, januari 2012.

Velodromen är en svensk inomhusvelodrom belägen i Falun. Den öppnades 2010, som den enda inomhusvelodromen i Sverige. Tidigare namn är YA arena.

## Översikt
Inomhusvelodromen är konstruerade av lösvirke, där ytbeläggningen är gjord av 18 mm tjock plywood av björkträ. Konstruktör var kanadensaren Peter Junek (ursprungligen från Tjeckien), som byggt velodromer i olika länder i över 30 års tid.
Banan är 190 meter lång och 5 meter bred. Därutöver löper ett 60 cm brett "blått band" längst ner/in, och innanför det en helt horisontell säkerhetszon på 2,5 meter. Banan lutar 16 grader längs med långsidorna och 50 grader i kurvorna.
I anläggningen finns även lokaler för gym och spinning.

## Historik
Anläggningen öppnades i februari 2010, efter initiativ från Falubaserade Yrkesakademin. Initiativtagare och projektledare för uppförandet av banan var Björn Stenberg, som belönades med utmärkelsen "Årets Cykelhjälte 2010" för bedriften. Banan är 190 meter lång.
Företaget Velodrom & Mästarfabriken drev verksamheten fram till våren 2011, då verksamheten gick i konkurs. Därefter tog Yrkesakademin över, och man gick in i ett femårigt sponsoravtal. Yrkesakademin drev då bland annat ett cykelgymnasium som var beroende av tillgången till velodrom. Senare har anläggningen på nytt bytt namn, till Velodromen.
Första svenska riksmästerskapen i modern tid arrangerades i arenan under januari 2011.
Joel Håland blev den första riksmästaren bland herrseniorer i Sverige på bana. I juniorklassen vann Marcus Ottosson från Falu CK.

## Tävlingar i velodromen
- Distriktsdeltävlingar (Dalarnas län)
- Omnium deltävlingar (internationell nivå)
- Riksmästerskap, velodrom
- 6-dagars tävling i velodrom (internationell nivå)